# Grilovací kámen

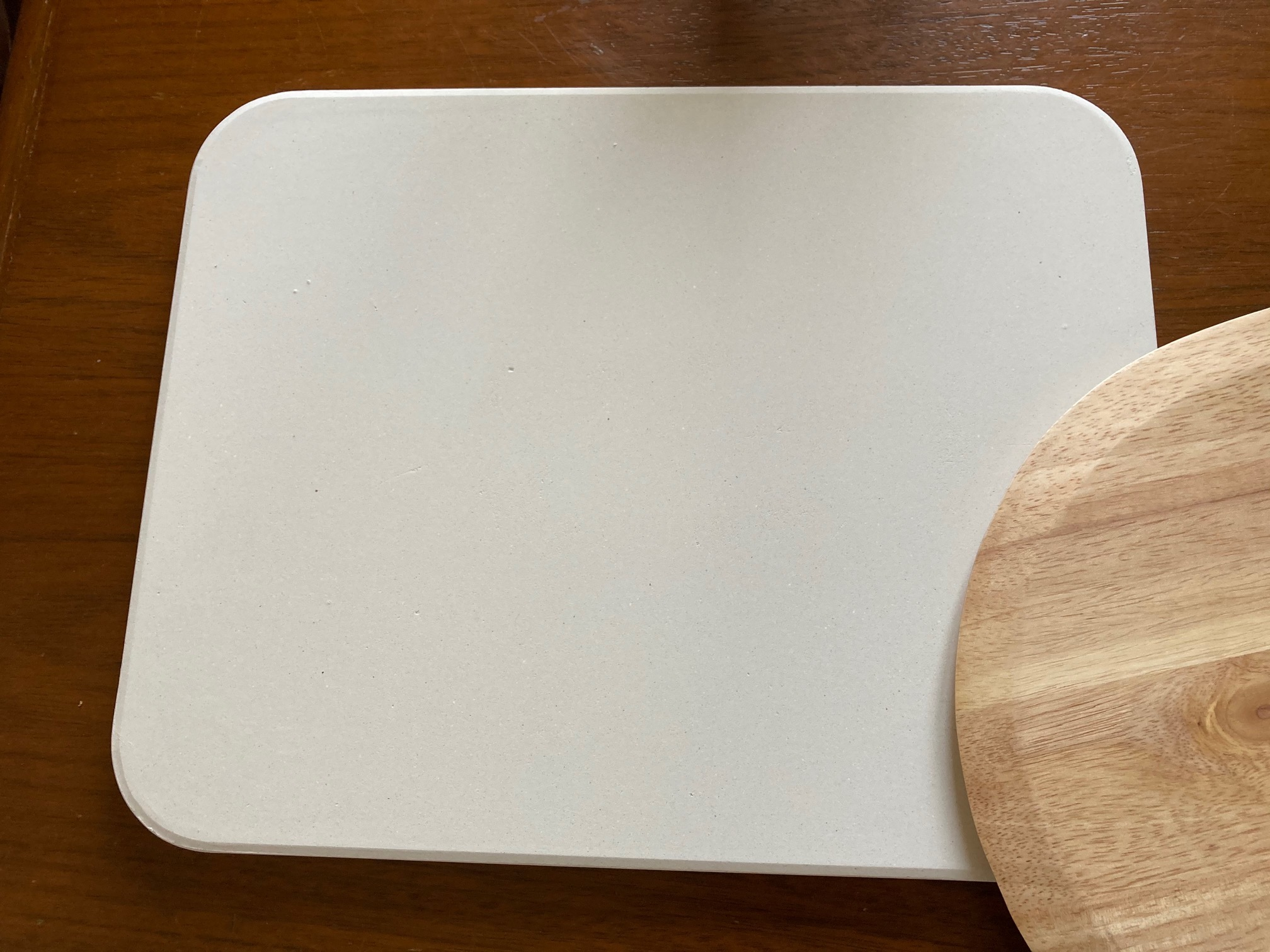
Grilovací kámen pro domácí použití

Grilovací kámen je speciální kámen, který se využívá při přípravě grilovaných pokrmů. Kámen může být vyroben z jemně až střednězrnné žuly nebo z lávy. Grilovací kameny se vyrábějí v tloušťce kolem tří centimetrů.
Po dokončení grilování je třeba nechat kámen vychladnout a poté jej otřít čistým a vlhkým hadříkem. Pro odstranění větších nečistot lze použít speciální škrabku, a to i během grilování.